# Halgerda maricola
Halgerda maricola is een slakkensoort uit de familie van de Discodorididae. De wetenschappelijke naam van de soort is voor het eerst geldig gepubliceerd in 2001 door Fahey & Gosliner.